# Cocciante (1982)
Cocciante, pubblicato nel 1982 dalla RCA Italiana, è il decimo album in studio del cantautore italiano Riccardo Cocciante.
Il disco confermò il sodalizio artistico, inaugurato nel precedente album Cervo a primavera (1980), tra il cantautore e Mogol, qui autore di tutti i testi. Dall'album fu estratto il singolo Celeste nostalgia/Un nuovo amico.

## Tracce
Testi di Mogol, musiche di Riccardo Cocciante.
Lato A
1. Celeste nostalgia – 4:12
2. Uniti no, divisi no – 3:22
3. Un nuovo amico – 3:30
4. Un buco nel cuore – 5:12

Lato B
1. È passata una nuvola – 3:51
2. Amore amicizia – 3:55
3. Parole sante, zia Lucia – 3:24
4. In bicicletta – 4:54

## Formazione
- Riccardo Cocciante – voce
- Paolo Donnarumma – basso
- Chris Whitten – batteria, percussioni
- Carlo Pennisi – chitarra
- Guido Podestà – fisarmonica
- Alessandro Centofanti – tastiera
- Paul Buckmaster – sintetizzatore, violoncello
- Shel Shapiro – chitarra a 12 corde
- Adriano Giordanella – percussioni
- Maurizio Guarini – sintetizzatore
- Sandro Secondino – maracas
- Mauro Chiari – armonica
- Giovanni Culasso – tromba
- Baldo Maestri – clarino
- Douglas Meakin, Maria Giovanna De Franco, Penny Brown, Lorenzo Mainardi, Dave Sumner – cori